# مجالدة
المُجالِدة هي المقابل الأنثوي للمجالد في روما القديمة. مثل نظرائهم الذكور، كانت المجالدات يقاتلن بعضهن البعض، أو الحيوانات البرية، للترفيه عن الجمهور في مختلف الألعاب والمهرجانات.